# Friedrich Rau (Sänger)
Friedrich Rau (* 19. Januar 1983 in Jena) ist ein deutscher Musicaldarsteller, Sänger und Songwriter.

## Leben
Raus Vater war Sänger im Opernchor des Stadttheaters Plauen-Zwickau. Rau studierte an der Hochschule für Musik Franz Liszt Weimar Musik und Informatik auf Lehramt.
2002 hatte er ein erstes professionelles Engagement in Buddy – Die Buddy Holly Story am Theater Plauen-Zwickau. 2008 trat er in der Sat.1-Casting-Show Ich Tarzan, Du Jane! im Wettbewerb um die Titelrolle im neuen Disney-Musical Tarzan an und belegte Platz 3. Von 2009 bis 2019 war er Mitglied in der A-cappella-Gruppe Voxid (ehemals „tonalrausch“).
Bei den Brüder Grimm Festspielen Hanau spielte er von 2010 bis 2012 Haupt- und Titelrollen. So sah man ihn in den Musicals Schneewittchen, Ali Baba und die 40 Räuber und in die zertanzten Schuhe. 2013 komponierte Friedrich Rau für die Brüder Grimm Festspiele Hanau das Musical Schneeweißchen und Rosenrot und übernahm die musikalische Leitung. Am Theater Pforzheim war er 2014 in der Titelrolle in The Who’s Tommy zu sehen.
2015 bis 2019 spielte er im Schlosstheater Fulda in den von Spotlight Musicalproduktion produzierten Musicals Die Schatzinsel als Robert Louis Stevenson/Dr. Livesey/Ben Gun sowie in der Titelrolle in Der Medicus als Rob Cole. 2019 wurde er für seine Rolle als Sturmius in Bonifatius – Das Musical, das in diesem Jahr auf dem Domplatz in Fulda aufgeführt wurde, mit dem Da Capo Musical-Award als bester Hauptdarsteller ausgezeichnet. Anfang 2020 stand er in Kuss der Spinnenfrau als Valentin in der Musikalischen Komödie in Leipzig auf der Bühne. 2020 spielte er Mike in der Uraufführung von The Famous Door On Swing Street am Stadttheater Fürth, 2022 die Titelrolle des Musicals Robin Hood – Das Musical im Schlosstheater Fulda auf der Bühne.
Rau ist verheiratet und hat zwei Töchter. Er lebt in Leipzig.

## Theater- und Musicalproduktionen
- 2024: Bonifatius – Das Musical, Spotlight Musicals, Domplatz Fulda
- 2023: Artus Excalibur, Parktheater Plauen
- 2022: Robin Hood – Das Musical, Spotlight Musicals, Fulda, Hameln
- 2020: The Famous Door On Swing Street – Das Musical, Stadttheater Fürth
- 2020: Kuss der Spinnenfrau, Musikalische Komödie Leipzig
- 2019: Bonifatius – Das Musical, Spotlight Musicals, Domplatz Fulda
- 2019: Knie – Das Circusmusical, Rolf Knie Musical Produktion AG, Dübendorf/Bern
- 2016–2019: Der Medicus – Das Musical, Spotlight Musicals, Fulda, München, Hameln
- 2015–2018: Die Schatzinsel – Das Musical, Spotlight Musicals, Fulda, Hameln
- 2018: König Ubu / Ubus Prozess, Schauspiel Leipzig
- 2017–2018: Bibi & Tina – Die große Show, Semmel Concerts, Deutschland-Tournee
- 2013–2017: Jesus – ganz.nah.dran, Lutherkirche, Apolda, Illingen, Erfurt
- 2014: The who´s Tommy, Theater Pforzheim
- 2012: Die zertanzten Schuhe, Brüder Grimm Festspiele Hanau
- 2011: Ali Baba und die 40 Räuber, Brüder Grimm Festspiele Hanau
- 2010: Klangwandler, Neuköllner Oper, Berlin
- 2010: Schneewittchen, Brüder Grimm Festspiele Hanau
- 2009/10 Woodstock, Theater Altenburg Gera
- 2009/10: SISSI – Ihre wahre Geschichte, Deutschland Tour
- 2009: Heißer Sommer, Regattastrecke in Berlin-Grünau
- 200/09: Comedian Harmonists, Alte Oper Erfurt
- 2002–2005: BUDDY – Die Buddy Holly Story, Theater Plauen-Zwickau

## Diskographie

### Solo
- 2022: Lass uns ein bisschen SWINGEN

### Cast-Alben
- 2010: Schneewittchen, Hanau
- 2013: Schneeweißchen und Rosenrot, Hanau (Komponist)
- 2015: Die Schatzinsel, Fulda
- 2016: Der Medicus, Fulda
- 2020: The Famous Door On Swing Street, Fürth

### Sonstiges
- 2014: Tonalrausch – In Vocation
- 2016: Doc Mac Dooley – Im Wald von Carterhaugh (Hörbuch für Kinder)
- 2018: Voxid – Shades of Light

## Auszeichnungen
- 2019: Da Capo Musical-Award – Bester Hauptdarsteller / Rolle: Sturmius / Bonifatius – Das Musical[2]